# Inter Anzoátegui
El Internacional de Anzoátegui  Fue un club de fútbol profesional venezolano fundado en el año 2007 y que participó en la Segunda División B de Venezuela, estuvo establecido en la ciudad de Puerto La Cruz del Estado Anzoátegui. Siendo así junto al Deportivo Anzoátegui los 2 equipos de fútbol de la ciudad de Puerto La Cruz.
El 15 de septiembre de 2007 debutó en el fútbol profesional venezolano, en la Tercera División Venezolana 2007/08 contra Vencedores de Sucre, logrando un empate a un gol por bando. Su primera victoria sucedió 10 de febrero de 2008 contra Vencedores de Sucre con resultado de 1-0. El equipo fue campeón del Grupo Oriental tanto en el Torneo Apertura 2008 como en el Torneo Clausura 2009 de la Tercera División de Venezuela , obteniendo así el ascenso a la Segunda División B de Venezuela
Para la Temporada 2009/2010, de la Segunda División B de Venezuela el equipo cede su cupo a Ureña Sport Club.

## Datos del club

### Competiciones nacionales
Actualizado el 21 de agosto de 2009.
- Temporadas en 1ª: 0.
- Temporadas en 2ª: 0.
- Temporadas en 2ªB: 1.
- Temporadas en 3ª: 2.
- Mayor goleada conseguida en casa: Inter Anzoátegui 5 - Angostura FC 3 (2008-09)
- Mayor goleada conseguida fuera: Atlético El Callao 1 - Inter Anzoátegui 4 (2008-09)
- Mayor goleada encajada en casa: Inter Anzoátegui 0 - Mineros de Guayana B 8 (2007-08)
- Mayor goleada encajada fuera: Fundación Cesarger FC 6 - Inter Anzoátegui 0 (2007-08)

## Estadio
El Estadio Salvador de la Plaza, con capacidad de 5.000 espectadores está ubicado atrás del Estadio José Antonio Anzoátegui que se puede llegar a través de la Av. Intercomunal que está en la ciudad de Puerto La Cruz, Estado Anzoátegui es el estadio donde realizaba los partidos como local.

## Entrenadores
El Inter Anzoátegui tuvo 2 entrenadores a lo corto de su historia, y llegaron a contar con el servicio de un colombiano y uno venezolano. El último entrenador del equipo fue el ex futbolista colombiano José Ricardo Pérez, muy reconocido por ser uno de los integrantes de la selección colombiana de fútbol y por haber participado en la Copa Mundial de la FIFA Italia 1990.
| Entrenador         | Período   | Palmarés                      |
| ------------------ | --------- | ----------------------------- |
| Bernando Segovia   | 2007–2008 |                               |
| José Ricardo Pérez | 2008–2009 | Tercera División de Venezuela |

## Palmarés

### Torneos nacionales
- Tercera División de Venezuela (1): 2008/2009

- Datos: Q5401851